# Microsoft Messenger Mobile
Messenger Mobile es la versión de Windows Live Messenger destinada a utilizarse en dispositivos móviles. Existe una versión compatible con WAP que puede utilizarse en cualquier dispositivo móvil y también las versiones de cliente específicos diseñadas para dispositivos Windows Phone, BlackBerry, Nokia y iOS.

## Messenger Mobile para Windows Phone
Una versión de cliente de Messenger Mobile se incluye con el sistema operativo Windows Phone. 
Entre otras características puede enviar voz-clips, fotografías y emoticonos. Trabajará sobre el plan de datos celular o WiFi.

## Messenger Mobile para Nokia
Una versión de cliente de Windows Live Messenger Mobile está disponible para dispositivos de Nokia Series 60 de mercado abierto como el dispositivo Nokia N95. El cliente es similar al cliente de Windows Mobile y entre otras características apoya envío voz-clips (máximas 10 segundos), fotografías & emoticonos. Funciona sobre el plan de datos celular o WiFi (si admite el teléfono).

## Messenger Mobile para teléfonos inteligentes BlackBerry
Messenger para teléfonos inteligentes BlackBerry está pensado para combinar la diversión y la funcionalidad de los programas de mensajería instantánea (MI) para equipos de sobremesa con los teléfonos inteligentes BlackBerry Windows Live Messenger en su teléfono inteligente es igual que en su ordenador. Se requiere activación con plan de datos.

## Windows Live Messenger Mobile para iOS
Messenger para iOS admite la recepción de notificaciones de mensajes instantáneos incluso cuando la aplicación se cierra, y permite múltiples puntos de presencia (MPOP) de manera que un usuario puede iniciar sesión para varios lugares al mismo tiempo. Fotos y álbumes también se pueden cargar desde los dispositivos móviles en Photos, basados en SkyDrive, y la aplicación permite sencillas funciones de edición de imágenes y personas de marcado en las fotos. La aplicación también es compatible con el "Messenger social" se alimentan de perfil de Windows Live, que permite a los usuarios ver y comentar sobre los cambios sociales y las actividades de sus contactos en Windows Live, así como los de Facebook, MySpace y LinkedIn, una vez que estas redes sociales han sido conectado a Windows Live como un "servicio".